# Человеческий голос (опера)
«Человеческий голос» (фр. «La voix humaine») — одноактная опера Франсиса Пуленка для одного исполнителя («моноопера») на французское либретто Жана Кокто по мотивам его пьесы 1932 года. Представляет собой «омузыкаленный разговор по телефону брошенной женщины с возлюбленным». Первая постановка состоялась в Опера-Комик (Париж) под управлением Жоржа Претра 6 февраля 1959 года. Этот «эксперимент в области мелодической декламации» создавался для певицы Дениз Дюваль.

## Содержание
Занавес открывается, обнажая спальню, где на полу неподвижно лежит женщина. Она меняет позу, затем медленно поднимается и собирается покинуть комнату. Звонит телефон, сначала это звонки по ошибке, наконец она слышит голос бросившего её возлюбленного. Женщина лжёт ему: говорит, что накануне гуляла с подругой Мартой и приняла снотворную таблетку, чтобы уснуть. Они обсуждают прошлые отношения, и женщина повторяет: «Tout est ma faute» («Всё это моя вина»).
Во время разговора связь постоянно прерывается, а затем обрывается вовсе. Позвонив на домашний телефон возлюбленного, женщина понимает, что его нет дома. Ей приходит в голову, что он в ресторане. Когда он перезванивает, женщина признаётся, что солгала: вместо вечера с Мартой она приняла двенадцать таблеток, пытаясь покончить с собой, после чего позвонила подруге, которая приехала с врачом и спасла её.
Слыша музыку на фоне, женщина начинает подозревать, что возлюбленный находится в доме своей новой пассии. Она многократно высказывает ему эти подозрения, но он так и не открывает правду насчёт того, откуда звонит. Женщина признаётся в своей одержимости телефоном: последние две ночи она спала, прижимая трубку к себе. Связь снова обрывается, и она впадает в панику.
Когда он звонит в последний раз, женщина сообщает, что обмотала шнур телефона вокруг шеи (намёк на новую попытку самоубийства). Повторяя «я люблю тебя», она падает на кровать и роняет трубку.

## Исполнители
Среди певиц, исполнявших монооперу, — Гвинет Джонс, Фелисити Лотт, Кэтрин Мальфитано, Одра Макдональд, Джесси Норман, Магда Оливеро, Рената Скотто, Анья Силья, Элизабет Сёдерстрём, Надежда Юренева, Галина Вишневская, Валентина Соловых. Также её исполнил контратенор Николай Гладских.
В авторском переложении композитора для голоса и фортепиано опера была исполнена актрисой и певицей Анной Беранже и пианистом Сетраком (постановка Антуана Витеза, 1982).